# Història de l'electricitat a Catalunya

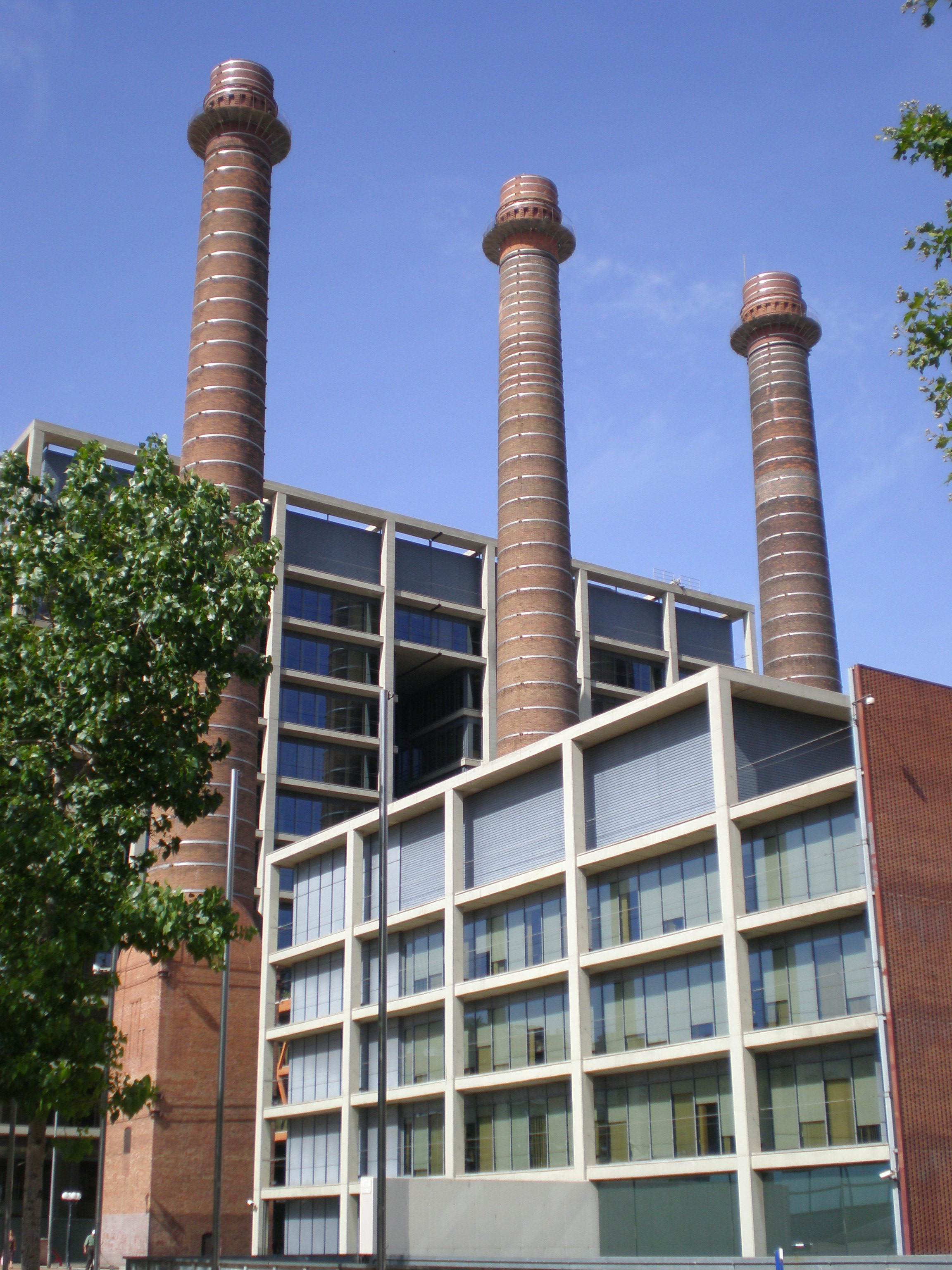
Xemeneies al Paral·lel de Barcelona d'una antiga central de AEG que fou comprada per la Barcelona Traction. Ara s'hi troben les oficines de FECSA.

Durant tot el segle xx l'electricitat va ser un dels sectors bàsics del sistema energètic i un autèntic pilar de la industrialització moderna. La producció de l'energia ha pal·liat la crònica dependència energètica de l'economia catalana permetent un millor aprofitament dels recursos locals: primerament dels recursos hidràulics i el carbó i més recentment, encara que sigui en proporcions molt modestes, de la biomassa i la força del vent.
Des de la seva modesta arrancada en la novena dècada del segle xix, amb unes poques centrals productores, la seva potència de les quals rarament superava els 1.000 MW, la indústria de producció i distribució de fluids elèctrics ha tingut un creixement espectacular. En el començament del segle xxi la potència del parc de producció instal·lat a Catalunya rondava els 10.000 MW, dels quals aproximadament un terç correspon a les centrals nuclears i l'altre terç a les centrals alimentades de fuel o de gas. El terç restant es reparteix entre les centrals hidroelèctriques, centrals tèrmiques de carbó, plantes d'autogeneració i cogeneració i parcs eòlics.

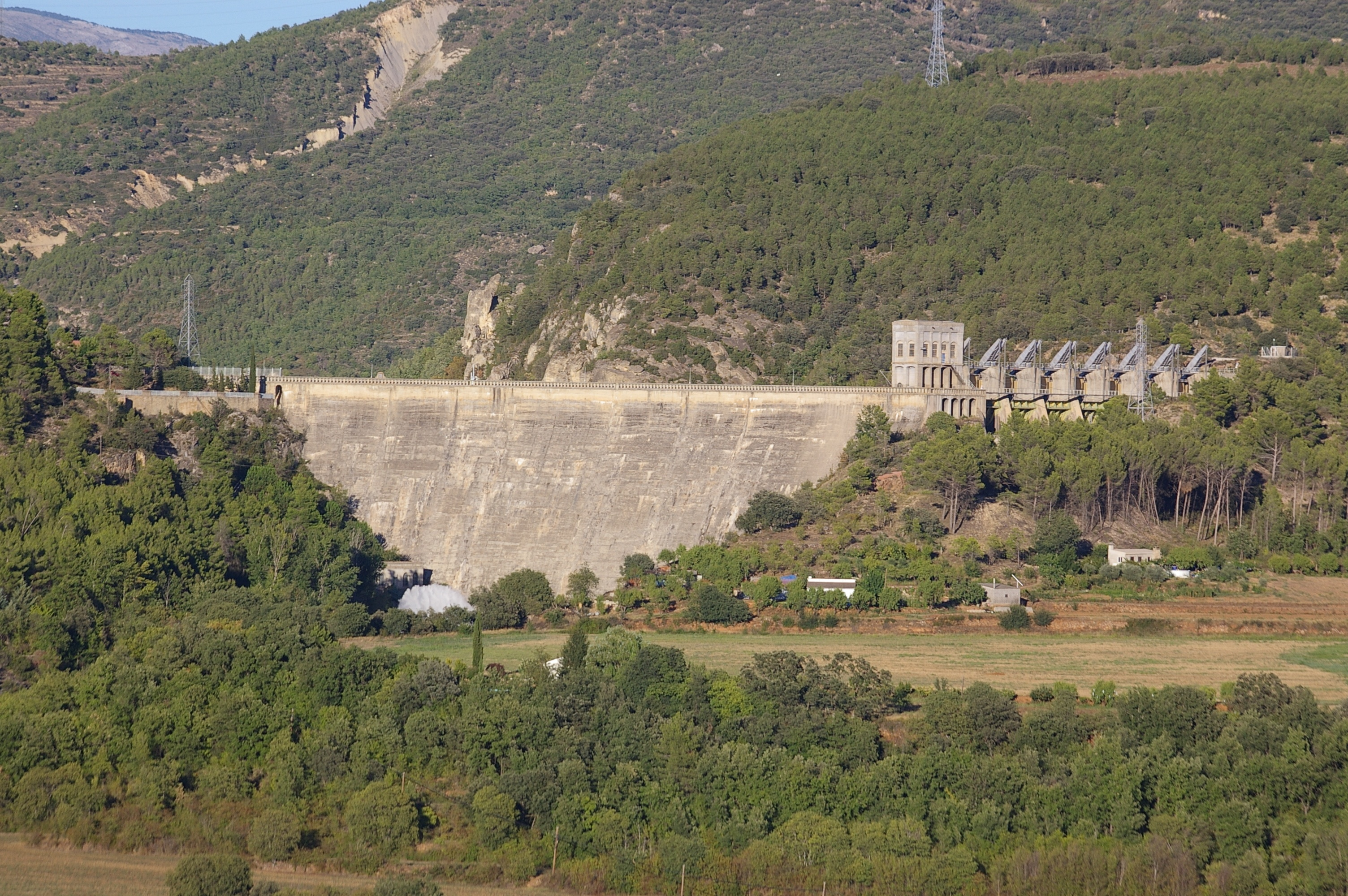
Pantà de Sant Antoni

Les centrals hidroelèctriques se situen als Pirineus, als Prepirineus i en el curs inferior del riu Ebre on aprofiten els grans pantans de Mequinensa i Riba-roja.
El desenvolupament elèctric ha tingut un impacte territorial i paisatgístic durable. Els embassaments van inundar pausadament milers d'hectàrees de la vall del riu Noguera Pallaresa i després del Noguera Ribagorçana, el Segre i l'Ebre.
En l'actualitat la superfície ocupada pels pantans dedicats a la producció d'energia elèctrica supera les 21.000 hectàrees (corresponent a una extensió superior a la comarca del Garraf).
El 1881 es constituí a Barcelona la Societat Espanyola d'Electricitat, la qual la companyia dedicada a la producció i distribució d'energia elèctrica al públic. L'empresa va personificar el naixement de la indústria elèctrica de distribució a gran escala, passant de les instal·lacions isolades i dedicades a l'autoconsum a les centrals elèctriques destinades a produir electricitat per a una xarxa de distribució estesa pels carrers de les poblacions, fent accessible l'ús de l'electricitat
a particulars i empreses que, per la seva dimensió, no podien pensar en un sistema de generació propi i privatiu. Va construir les primeres centrals elèctriques a Barcelona, però la poca maduresa del mercat va provocar que entrés en fallida el 1894 i fos adquirida per la Companyia Barcelonina d'Electricitat.
El 1894 l'empresa Allgemeine Elektrizitäts Gesellschaf (AEG) juntament amb la Societé Lyonaise des Eaux et de l'Eclairege van constituir una nova societat, la Companyia Barcelonina d'Electricitat, que aportà capital i tecnologia moderna, permetent que la societat oferís un servei bo a preus competitius i, en conseqüència, experimentés un fort creixement i bons resultats econòmics. La seva primera acció fou adquirir els bens de la Societat Espanyola d'Electricitat per passar després a construir una moderna central tèrmica a Barcelona.
El 1911 es van posar en marxa dues iniciatives empresarials d'una gran ambició i capacitat: el grup canadenc Barcelona Traction, Light and Power, constituït a Toronto el setembre del 1911, i la societat Energia Elèctrica de Catalunya, fundada el novembre del mateix any. L'objectiu d'aquestes empreses era idèntic. Van intentar desenvolupar a Catalunya el negoci elèctric a gran escala, aprofitant els recursos hidràulics del Pirineu. El primer moviment de la Barcelona Traction, una companyia liderada per l'enginyer nord-americà Frederick Stark Pearson, va ser l'adquisició de la Societat de Tranvies de Barcelona i de la Companyia Barcelonina d'Electricitat. D'aquesta sòlida posició van iniciar un ambiciós programa d'obres hidràuliques als Prepirineus. Les potents centrals hidroelèctriques de Seròs (del grup Barcelona Traction) i de Cabdella (que pertany a l'Energia Elèctrica de Catalunya) van entrar en servei el 1914.
En canvi, el segon cicle d'expansió hidràulica va començar en la dècada de 1950 i es va estendre fins al 1970. Es diferencia de l'anterior en un aspecte important: el protagonisme del capital públic en inversions hidràuliques. En efecte, una societat dependent de l'Instituto Nacional de la Industria, l'Empresa Nacional Hidroelèctrica de la Ribagorçana (ENHER) que va ser fundada l'any 1946, serà l'encarregada de substituir la paràlisi inversora del sector privat. A aquesta companyia se li deuen les més ambicioses construccions hidràuliques durant els anys cinquanta i setanta. El seu àmbit d'actuació se cenyirà, en primer terme, a la conca del riu Noguera Ribagorçana, sobre la qual construirà les grans preses d'Escales (1955) i Canelles (1960). En la dècada del 1960 arribarà el torn de les obres més costoses i compromeses, situades al curs inferior de l'Ebre. Es tracta dels enormes embassaments de Mequinensa (1966) i Riba-roja (1969), que tenen una capacitat d'emmagatzematge que conjuntament supera els 1700 hectòmetres cúbics. Les centrals de Mequinensa (312.000 kW) i Riba-roja (265.000 kW) van passar a ser les més potents de Catalunya.
En el 1951 tots els béns van ser adjudicats a una nova societat: Forces Elèctriques de Catalunya (FECSA). Els projectes de FECSA es van centrar a la Vall d'Aran durant els anys 50 a través de la, ja en aquell moment, filial Sociedad Productora de Fuerzas Motrices. Allí van procedir a la construcció d'un conjunt de centrals de salt, amb una potència subministrada de 126.000 kW, entre les quals destaca la Central d'Arties. Posteriorment, la mateixa companyia va iniciar l'aprofitament del riu Cardós (Pallars Sobirà) construint dos grans centrals a Llavorsí (1966) i Tavascan (1970). La mateixa comarca del Pallars Sobirà serà el principal focus d'activitat hidroelèctrica a Catalunya, amb l'edificació d'un conjunt de centrals hidràuliques entre les quals destaquen les d'Espot (1953), Sant Maurici (1954), la Torrassa (1955) i Esterri (1958).